# Материк

    Північна Америка
    Південна Америка
    Антарктида
    Африка
    Європа

    Азія

    Австралія

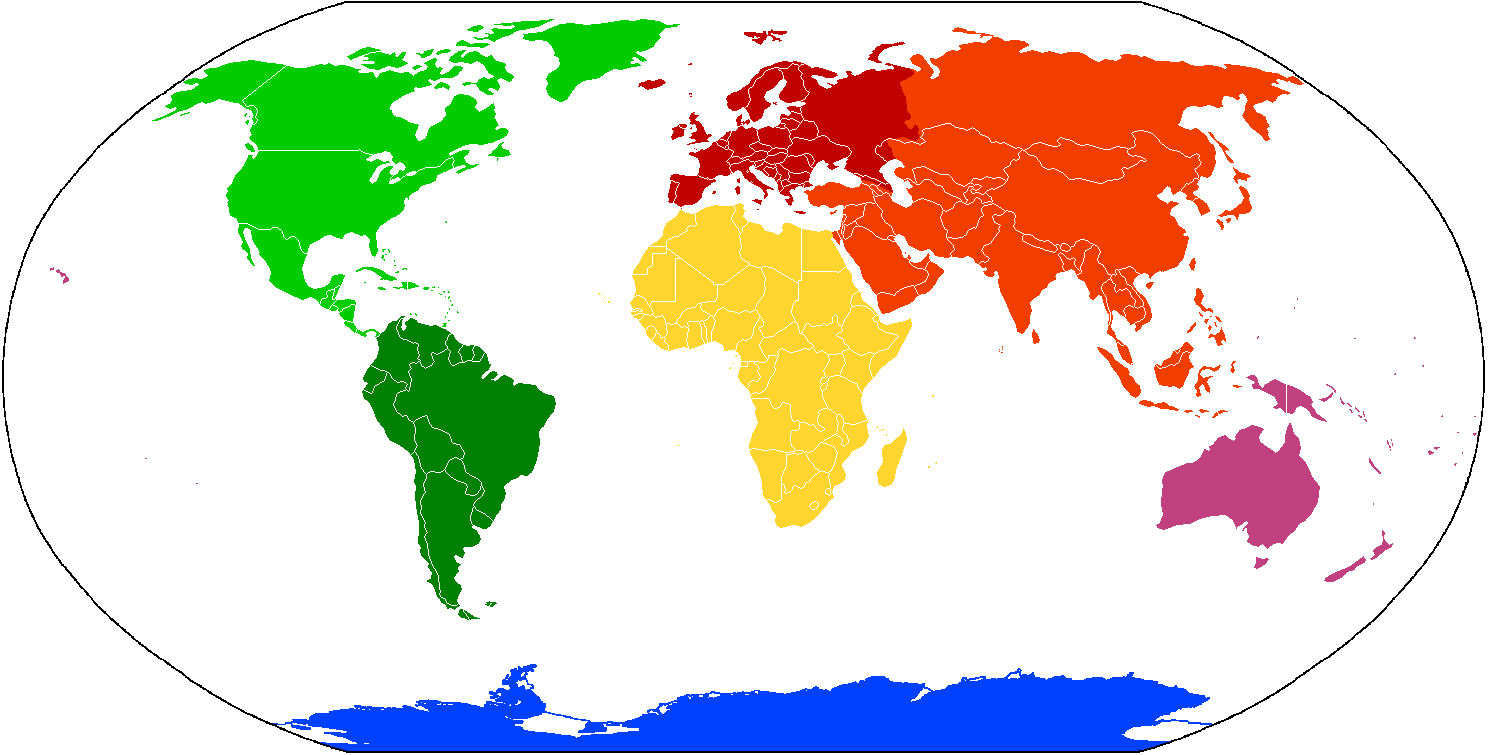
Материки Землі

Universalis Cosmographia, мапа світу Вальдзеемюллера 1507 року, на якій Америка вперше була показана окремо від Азії

Матери́к (від лат. continens terra, що означає неперервна земля) — найбільші масиви суші (суходолу) Землі, більша частина поверхні яких виступає над рівнем моря, а периферійна частина лежить під водою. Материки разом з островами утворюють суходіл, який займає понад 29 % поверхні Землі, або 149 млн км².
У геологічному сенсі материки — великі блоки земної кори континентального типу. До материків, окрім суші, належать ще материковий шельф, і розташовані на ньому острови.
Товщина земної кори на материках змінюється від 35 до 75 км. Материки — це гетерогенні тіла, що виникли внаслідок тривалої еволюції, яка, за концепціями фіксизму, полягала в розростанні древніх ядер консолідації в процесі розвитку геосинкліналей. За іншою гіпотезою — мобілізму — сучасні материки виникли шляхом розколу колись єдиної континентальної брили — Пангеї, що розділилася спочатку на Лавразію і Гондвану. Контури материків змінювалися внаслідок розкриття океанів і зіткнення літосферних плит.

## Поділ на материки
Наведена нижче таблиця демонструє основні схеми поділу земної суші на материки:
| Моделі | Моделі      | Моделі      | Моделі      | Моделі           | Моделі           | Моделі     | Моделі     | Моделі |
| --- | ----------- | ----------- | ----------- | ---------------- | ---------------- | ---------- | ---------- | ------ |
| Кольорами позначено різні материки. Схожі кольори позначають території, які в різних системах можуть бути об'єднані в один материк, або поділені на декілька материків. |             |             |             |                  |                  |            |            |        |
| 3 материки | Афроєвразія | Афроєвразія | Афроєвразія | Америка          | Америка          | Антарктида | Антарктида |        |
| 4 материки | Афроєвразія | Афроєвразія | Афроєвразія | Америка          | Америка          | Антарктида | Австралія  |        |
| 5 материків | Африка      | Євразія     | Євразія     | Америка          | Америка          | Антарктида | Австралія  |        |
| 6 материків | Африка      | Європа      | Азія        | Америка          | Америка          | Антарктида | Австралія  |        |
| 6 материків | Африка      | Євразія     | Євразія     | Північна Америка | Південна Америка | Антарктида | Австралія  |        |
| 7 материків | Африка      | Європа      | Азія        | Північна Америка | Південна Америка | Антарктида | Австралія  |        |

Втім, у школах різних країн світу викладаються різні схеми розподілу земної суші, число материків згідно з якими може коливатися від 5 до 7. У випадку 7 материків різними материками вважаються Європа й Азія, тоді як в деяких країнах колишнього СРСР Європу й Азію заведено об'єднувати в єдину Євразію. Оскільки Євразія й Африка відділені тільки штучним Суецьким каналом, то їх об'єднають також у суперматерик Афроєвразію. Деякі поділи материків об'єднують Північну та Південну Америки в один материк — Америку. Також деякі поділи не враховують Антарктиду, оскільки цей материк є незаселеним.
- Схему, що ділить сушу на 7 материків широко використовують у Китаї, Індії, Польщі та у більшості англомовних країн.
- Схему, що ділить сушу на 6 материків, об'єднуючи Європу та Азію в Євразію зазвичай використовують у країнах колишнього СРСР та Японії.
- Схему, що ділить сушу на 6 материків, об'єднуючи Північну та Південну Америки, а також об'єднуючи Австралію з Океанією, використовують в Латинській Америці та деяких країнах Європи, зокрема у Греції[7], Італії, Португалії та Іспанії.

Часто схема поділу має не стільки географічне, як культурне й політичне значення. Такі країни як Панама, Туреччина й Єгипет належать водночас до двох материків, і для них, наприклад, важливим є те, в які континентальні організації вони входять, в яких чемпіонатах з футболу їм грати, і так далі.

### Зеландія
Австралійські та новозеландські учені заявили про відкриття нового континенту на Землі, який вони назвали Зеландія (Zealandia), при цьому 98 % території передбачуваного континенту перебуває під водою. На думку вчених, Нова Зеландія і Нова Каледонія — не ізольовані ланцюги островів, а частини прихованого водою континенту, йдеться у звіті Геологічного товариства Америки (GSA).

## Термінологія
Материк — термін близький за значенням до континенту, однак відмінний, що представляє собою дуже велику ділянку суші, що оточений водою. При цьому Північна Америка і Південна Америка, з'єднані вузьким Панамським перешийком, вважаються двома різними материками. Аналогічно, два різних материки Євразія й Африка з'єднані вузьким Суецьким перешийком.
Разом з тим історично склалося так, що суходіл на Землі поділяють також на частини світу. Цей поділ виник в епоху географічних відкриттів, мореплавці поступово відкривали все нові й нові землі, тобто, як тоді говорили, нові «частини світу». На відміну від поділу на материки, два континенти Північна Америка і Південна Америка утворюють одну частину світу — Америку, а дві частини світу Європа й Азія знаходяться на одному материку — Євразії. Кордон між Європою та Азією проходить по Уральських горах, потім річці Урал до Каспійського моря, річках Кума і Манич до гирла річки Дон і далі по берегах Чорного і Середземного морів. Описана вище межа Європа-Азія не є беззаперечною. Це лише один з декількох прийнятих у світі варіантів.
На відміну від материка, частина світу охоплює також близькі до материка острови, причому мають на увазі близькість за історичною традицією, а відстань може бути й більшою.

## Закономірності розташування
- Більша частина материків розташована в північній півкулі, де вони займають понад 100 млн км², майже 67 % площі поверхні всього суходолу і 39 % площі поверхні півкулі.
- Більша частина океанів розташована в південній півкулі, де вони займають майже 68 % площі поверхні всього суходолу і 80 % площі поверхні півкулі.
- Материки і океани за своїм положенням по суті антиподні — суходолу на зворотному боці земної кулі майже завжди відповідає поверхня океану.
- Усі материки та частини світу, крім Антарктиди, групуються попарно — Північна і Південна Америка; Європа і Африка; Азія та Австралія.
- Материкам властива трикутна форма.

## Особливості материків
Подана нижче таблиця містить інформацію про площу, найвищі та найнижчі точки континентів, середню висоту та населення. Таблиця заснована на прийнятому в Україні поділі на 6 континентів та відсортована за площею.
Зображення праворуч містить дані про площу та населення за частинами світу.
| Континент           | Площа (тис. км²) | Відсоток суходолу | Мінімальна висота (м)                                                | Середня висота (м) | Максимальна висота (м) | Населення (на 2008) | Відсоток населення планети | Густота населення (на км²) | Найбільший населений пункт |
| ------------------- | ---------------- | ----------------- | -------------------------------------------------------------------- | ------------------ | ---------------------- | ------------------- | -------------------------- | -------------------------- | -------------------------- |
| Євразія             | 53 450           | 36,4 %            | —422 (Мертве море)                                                   | 840                | 8 848 (Джомолунгма)    | 4 610 000 000       | 71 %                       | 86,25                      | Шанхай                     |
| Азія                | 43 820           | 29,5 %            | —1620 (Озеро Байкал)                                                 | 950                | 8 848 (Джомолунгма)    | 4 164 252 000       | 60 %                       | 95.0                       | Шанхай                     |
| Африка              | 30 300           | 20,4 %            | —155 (Озеро Ассаль)                                                  | 750                | 5 895 (Кіліманджаро)   | 922 011 000         | 14 %                       | 29,30                      | Лагос                      |
| Північна Америка    | 24 250           | 16,5 %            | —86 (Долина Смерті)                                                  | 720                | 6 168 (Деналі)         | 528 720 100         | 8 %                        | 21,0                       | Мехіко                     |
| Південна Америка    | 18 280           | 12,0 %            | —105 (Лагуна-дель-Карбон)                                            | 590                | 6 960 (Аконкагуа)      | 382 000 000         | 6 %                        | 20,8                       | Сан-Паулу                  |
| Антарктида          | 13 970           | 9,2 %             | —50 (Озеро Глибоке, Вестфолд Гіллс, англ. Deep Lake, Vestfold Hills) | 2040               | 4 892 (Масив Вінсон)   | 1 000               | 0,00002%                   | 0,00007                    | Вілла-лас-Естреллас        |
| Європа              | 10 180           | 6,8 %             | —28 (на узбережжі Каспійського моря)                                 | 292                | 4807 (пік Монблан)     | 738 199 000         | 11 %                       | 72.5                       | Москва                     |
| Австралія і Океанія | 7 687            | 5,9 %             | Озеро Ейр                                                            | 340                | 2 230 (Косцюшко)       | 32 000 000          | 0,5 %                      | 3,6                        | Сідней                     |

Наприкінці XIX століття російський геодезист О. А. Тілло розподілив середні висоти і глибини за широтними колами (дані згодом було уточнено). Із цього розподілу видно, що спостерігається чітко виражений максимум висот і глибин на широтах 20° — 40°, тут найконтрастніший рельєф земної поверхні. Збільшення висот у високих широтах зумовлене льодовиковим покровом Антарктиди і Гренландії. У 1962 році Г. М. Катерфельд запропонував пояснення у вигляді ротаційної гіпотези. Сила ваги під час обертання Землі міняється і призводить до нерівномірного стиснення літосфери і диференціації її речовини. Тому на поверхні планети утворилися активні пояси і центри, з якими пов'язані процеси найінтенсивнішого гороутворення.
| Широтні кола, градусні широти | Середня висота, (м) | Середня глибина, (м) |
| ----------------------------- | ------------------- | -------------------- |
| Північна півкуля              |                     |                      |
| 80° — 90°                     | 660                 | 2373                 |
| 70° — 80°                     | 1000                | 882                  |
| 60° — 70°                     | 360                 | 890                  |
| 50° — 60°                     | 470                 | 2130                 |
| 40° — 50°                     | 770                 | 3650                 |
| 30° — 40°                     | 1350                | 4150                 |
| 20° — 30°                     | 740                 | 4150                 |
| 10° — 20°                     | 520                 | 4100                 |
| 0° — 10°                      | 690                 | 4020                 |
| Південна півкуля              |                     |                      |
| 0° — 10°                      | 550                 | 4100                 |
| 10° — 20°                     | 830                 | 4200                 |
| 20° — 30°                     | 600                 | 4420                 |
| 30° — 40°                     | 470                 | 4120                 |
| 40° — 50°                     | 540                 | 4210                 |
| 50° — 60°                     | 400                 | 3690                 |
| 60° — 70°                     | 1213                | 3586                 |
| 70° — 80°                     | 2448                | 2003                 |
| 80° — 90°                     | 2204                | —                    |

Найбільша площа материків припадає на висоти до 1000 м, та глибини до 200 м (шельф), разом приблизно 33 % площі усієї поверхні планети. А найбільшу площу поверхні — 59 %, займає ложе океану. Середня глибина Світового океану становить 3740 м. Середній рівень земної кори припадає на відмітку 2430 м нижче рівня моря.

## Континенти у геології
У геології термін «континент» використовується дещо інакше, ніж у географії, де континент визначається континентальною земною корою. Так, часто геологи обмежують використання терміна «континент» до частин земної кори, побудованої навколо стабільних докембрійських «щитів», віком, як правило, від 1,5 до 3,8 мільярда років, котрі називають кратонами. Таким чином, межі геологічних континентів характеризуються активними або порівняно недавно активними рухомими поясами і глибокими западинами, заповненими морськими або дельтовими відкладеннями. Поза межами материка знаходиться або континентальний шельф і перехід до базальтової океанічної кори, або межі іншого материка, в залежності від поточної тектонічної обстановки на континенті. В цілому, межі континентів не повинні проходити берегами водойм. Протягом геологічної історії, континенти періодично опускаються і затоплюються великими континентальними морями, а зіткнення континентів внаслідок рухів тектонічних плит спричиняє об'єднання декількох континентів. Нинішня геологічна епоха, у порівнянні з більшою частиною геологічної історії, є відносно аномальною в тому, що так багато континентальних районів є «піднятими і сухими».

Тектонічні плити, що лежать в основі материків та океанів.

Деякі вчені стверджують, що континенти є акреційними «плотами» земної кори, які, на відміну від щільної базальтової кори океанічних басейнів, не піддаються руйнуванню через субдукцію тектонічних плит. Цим пояснюється великий вік порід, що складають континентальні платформи. Згідно з цим визначенням, Східну Європу, Індію та низку інших регіонів можна розглядати як континентальні маси, відмінні від решти Євразії, тому що вони мають окремі древні щити (тобто Східноєвропейську та Індійську платформи). Молодші рухомі пояси (наприклад, Урал та Гімалаї) позначають межі між цими регіонами та іншою частиною Євразії.
Існує багато мікроконтинентів, які утворені континентальною корою, але не містять платформ. Деякими з цих фрагментів Гондвани або інших стародавніх платформних континентів є Зеландія, який охоплює Нову Зеландію і Нову Каледонію, Мадагаскар, північне Маскаренське плато, до якого належать Сейшельські острови. Водночас деякі острови, такі як деякі острови Карибського моря, складаються в основному з гранітних порід, але всі континенти містять і ґранітну і базальтову кору, і немає чіткого розмежування, чи такі острови будуть підпадати під таке визначення мікроконтинентів. Плато Кергелен, наприклад, в основному вулканічного походження, але пов'язане з розпадом Гондвани і вважається мікроконтинентом, в той час як вулканічні Ісландія і Гавайські острови — ні. Британські острови, Шрі-Ланка, Борнео, і Ньюфаундленд є межами континентів, що були частинами Лавразії, але відділені від них внутрішніми морями, що затопили ці межі.

Поділ Пангеї на дрібніші континенти.

Тектоніка плит пропонує ще один спосіб визначення континентів. Сьогодні Європа та більшість країн Азії складають єдину Євразійську плиту, що приблизно збігається з географічним Євразійським материком, за винятком Індії, Аравії, і Далекого Сходу Росії. Індія лежить на Індостанській плиті, і геологічно молодий Гімалайських рухомий пояс формує її північний край. Північна і Південна Америки є окремими континентами, які з'єднує перешийок, утворений переважно внаслідок вулканізму, пов'язаного з відносно недавньою тектонічною субдукцією. Північноамериканські материкові породи поширюються під Гренландією (частина Канадського щита), і з точки зору меж тектонічних плит, Північноамериканська плита має у своєму складі східну частину Азійського континентального масиву. Геологи, однак, ігнорують ці факти, згідно з якими східна Азія є частиною Північноамериканського континенту, попри те, що межа плит проходить саме там, а слово континент зазвичай використовують в географічному сенсі і за потреби використовують додаткові визначення («материкові породи», «межі плит»).
Рух плит призводить до утворення і розпаду континентів з плином часу, в тому числі до випадкового формування суперконтиненту, який містить всі, або майже всі континенти. Так, суперконтинент Нуна сформувався в період 2,0-1,8 млрд років і розпався близько 1,5-1,3 млрд років тому. Суперконтинент Родинія як вважають, утворився близько 1 млрд років тому, зібравши у собі всі, або майже всі континенти Землі, і розпався на вісім континентів близько 600 мільйонів років тому. Ці вісім континентів потім знову зібралися в інший суперконтинент, котрий називають Пангеєю. Пангея розпалася на Лавразію (яка пізніше розділилась на Північну Америку та Євразію) і Гондвану (яка розпалася на інші континенти).